# Ligne Honam
La Ligne Honam ( en coréen : 호남선  ) est une ligne de chemin de fer, des provinces du Jeolla du Nord et du Sud (Honam) en Corée du Sud, longue de 252,5 km, elle relie les villes de Daejeon et de Mokpo. La ligne est desservie par des trains de voyageurs de manière fréquente en provenance de Séoul (via la ligne Gyeongbu ) vers Gwangju et Mokpo.

## Histoire
Un chemin de fer reliant Séoul à Mokpo a été proposé pour la première fois en 1896 par une société française. Après le début de la guerre russo-japonaise, en mai 1904, le Japon impérial a forcé la Corée à signer un accord accordant à l'armée japonaise le contrôle des chemins de fer, y compris le droit de s'emparer de terres sur le territoire coréen pour la construction de voie. Le Japon s'est ensuite emparé d'une grande partie de la plaine fertile de Honam.
La construction de la ligne a commencé en 1910. Les premiers 39,9 km entre Daejeon et Yeonsan ont été ouvert en juillet 1911. La ligne fut prolongée jusqu'à Ganggyeong en novembre 1911, jusqu'à Iri (aujourd'hui Iksan) en mars 1912, jusqu'à Gimje en octobre 1912 et jusqu'à Jeongeup en décembre 1912. La construction s'est poursuivie sur l'autre extrémité de la ligne, avec la section de Mokpo à Hakgyo (aujourd'hui Hampyeong ) ouverte en mai 1913. Elle est prolongée jusqu'à Naju en juillet 1913, jusqu'à Songjeong-ri (aujourd'hui Gwangju·Songjeong ) en octobre 1913, et enfin jusqu'à Jeongeup, achevant la ligne le 11 janvier 1914.
La ligne Honam a été électrifiée et dédoublée pour augmenter la vitesse de circulation. La construction de la double voie a commencé le 4 janvier 1968. Le 30 mars 1978, la section allant de la gare de Daejeonjochajang à la gare d'Iksan via la gare de Seodaejeon a été doublée. Les travaux de dédoublement pour la section au sud de la gare d'Iksan ont commencé en février 1981 et ont été achevés jusqu'à la gare de Songjeong-ri à Gwangju le 6 septembre 1988.
Le dédoublement de la dernière section à voie unique restante, de Songjeong à Mokpo, et l'électrification de toute la ligne, y compris l'embranchement de Gwangju, ont été achevés pour le démarrage des services Korea Train Express (KTX) le 1er avril 2004. La longueur actuelle de la ligne de Daejeon à Mokpo est 252,5 km, la distance entre Séoul et Mokpo via la voie de Honam est de 407,6 km.
Pour desservir les services KTX et SRT, la section de Gwangju Songjeong à Gomagwon a été modernisée pour atteindre une vitesse maximale de 230 km/h. La longueur totale du projet est de 25,9 km et il a été achevé en juin 2020.

## Les principales gares
Les principales stations et jonctions le long de la ligne comprennent :
- Daejeon, jonction avec la ligne Gyeongbu vers Séoul et Busan ;
- Seodaejeon, la gare de passagers de Daejeon pour les trains de la ligne Honam ;
- Iksan (anciennement appelé Iri ), le terminus des lignes Jeolla et Janghang ;
- GwangjuSongjeong, la gare principale de Gwangju pour les trains directs vers Mokpo, et la jonction avec la ligne Gyeongjeon ;
- Naju, la gare principale de Naju ;
- Mokpo, un port maritime sur la côte sud.

## Services
La ligne Honam est desservie par des trains de marchandises, ainsi que par des trains de voyageurs à grande vitesse Mugunghwa-ho, interurbains ITX-Saemaeul /MAUM et KTX .
En octobre 2024, le temps de trajet minimum de la gare de Yongsan (Séoul) à Mokpo dans la province du Jeolla du Sud est d'au moins 4 heures et 20 minutes pour les trains ITX-MAUM et d'au moins 5 heures et 14 minutes pour les Mugunghwa. Et de Seodaejeon à Mokpo, le temps de trajet est d'au moins 2 heures et 34 minutes pour les trains ITX-MAUM et d'au moins 3 heures et 4 minutes pour les Mugunghwa.